# La Revue du collège (film, 1937)
Pour plus de détails, voir Fiche technique et Distribution.
La Revue du collège (Varsity Show) est un film américain en noir et blanc réalisé par William Keighley, sorti en 1937.

## Synopsis
Un groupe d'étudiants d'une université fictive met sur pied le spectacle annuel et se heurte au conseiller pédagogique. Pour diriger le spectacle, ils font appel à un ancien étudiant, Chuck Daly, devenu un grand producteur de Broadway. Ce qu'ils ignorent, c'est que les trois derniers concerts de Daly ont été de gros flops.

## Fiche technique
- Titre : La Revue du collège
- Titre original : Varsity Show
- Réalisation : William Keighley
- Scénario : Jerry Wald, Richard Macaulay, Sig Herzig et Warren Duff
- Photographie : Sol Polito
- Montage : George Amy
- Pays de production : États-Unis
- Genre : musical
- Durée : 121 min
- Dates de sortie :
  - États-Unis : 4 octobre 1937
  - France : 15 juin 1938

## Distribution
- Dick Powell : Charles 'Chuck' Daly
- Fred Waring and His Pennsylvanians : eux-mêmes (orchestre)
- Ted Healy : William
- Rosemary Lane : Barbara 'Babs' Steward
- Priscilla Lane : Betty Bradley
- Walter Catlett : le professeur Sylvester Biddle
- Sterling Holloway : Trout
- Lee Dixon : Johnny 'Rubberlegs' Stevens
- Halliwell Hobbes : Dean Meredith
- Roy Atwell : le professeur Washburn
- Edward Brophy : Mike Barclay
- Emma Dunn : Mme Smith